# Diane Guerrero

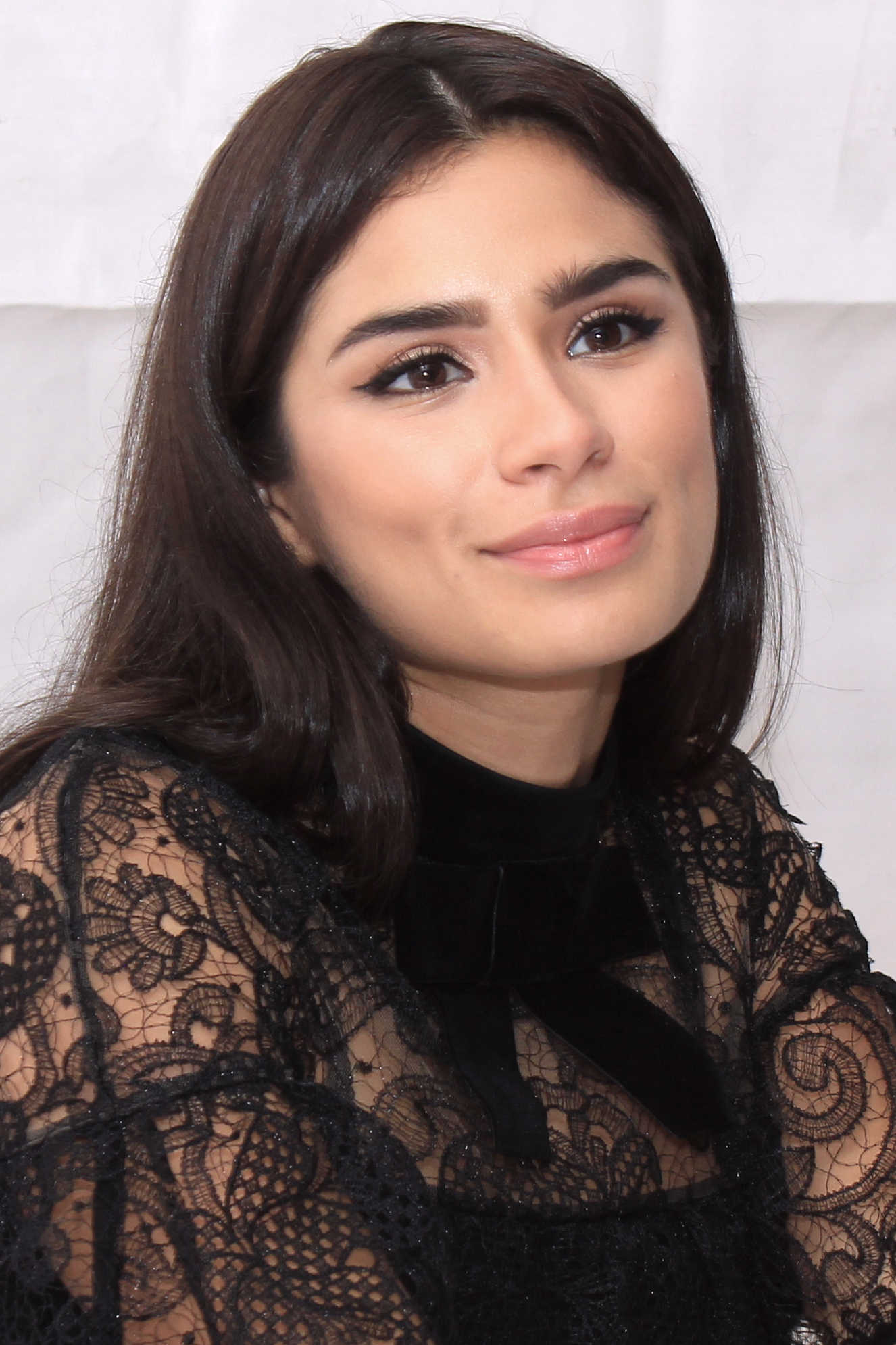
Diane Guerrero (2016)

Diane Guerrero (* 21. Juli 1986 in New Jersey) ist eine US-amerikanische Schauspielerin. Bekannt wurde sie durch ihre Rollen als Maritza Ramos in der Netflix-Serie Orange Is the New Black und als Lina in Jane the Virgin. Mit ihrer Rolle in Orange Is the New Black hat sie dreimal zu einem Screen Actors Guild Award in der Kategorie Bestes Schauspielensemble in einer Comedyserie beigetragen.

## Leben
Guerrero wurde in New Jersey als Tochter kolumbianischer Eltern geboren und wuchs in Boston, Massachusetts auf. Als einziges Familienmitglied, das die Staatsbürgerschaft der Vereinigten Staaten besitzt, blieb sie in den USA, während ihre Eltern und ihr älterer Bruder zurück nach Kolumbien ausgewiesen wurden, als sie 14 Jahre alt war. Guerrero wuchs in den Stadtteilen Jamaica Plain und Roxbury von Boston auf, nachdem sie von anderen kolumbianischen Familien aufgenommen worden war. Sie besuchte die Musikabteilung der Boston Arts Academy. Während ihrer Schulzeit sang sie in einer Jazz-Gruppe. Im Alter von 24 Jahren beschloss sie, eine Karriere in der Schauspielerei zu verfolgen. Im Jahr 2011 zog sie nach New York City und studierte Schauspielerei an den Susan Batson Studios, wo sie ihren Manager Josh Taylor kennenlernte. Seit 2011 tritt sie als Schauspielerin in Erscheinung und war seitdem in mehr als 20 Fernseh- und Filmproduktionen zu sehen.

## Filmografie (Auswahl)
- 2011: Ashley/Amber (Kurzfilm)
- 2011: Body of Proof (Fernsehserie, Folge 1x08)
- 2011: Festival
- 2012: Open Vacancy
- 2012: Are We There Yet? (Fernsehserie, 4 Folgen)
- 2012: Saved by the Pole (Kurzfilm)
- 2013–2017, 2019: Orange Is the New Black (Fernsehserie, 57 Folgen)
- 2013: Blue Bloods – Crime Scene New York (Blue Bloods, Fernsehserie, Folge 3x23)
- 2013: Person of Interest (Fernsehserie, Folge 3x01)
- 2013: Pushing Dreams
- 2014: Taxi Brooklyn (Fernsehserie, Folge 1x02)
- 2014: Emoticon;)
- 2014: My Man Is a Loser
- 2014–2019: Jane the Virgin (Fernsehserie, 24 Folgen)
- 2015: Love Comes Later (Kurzfilm)
- 2015: Peter and John
- 2015: Super Clyde
- 2016: Happy Yummy Chicken
- 2017–2018: Superior Donuts (Fernsehserie, 21 Folgen)
- 2018–2019: Elena von Avalor (Elena of Avalor, Fernsehserie, 5 Folgen, Stimme)
- 2019: Killerman
- 2019–2023: Doom Patrol (Fernsehserie)
- 2020: Blast Beat
- 2020: DC’s Legends of Tomorrow (Fernsehserie, Folge 5x01)
- 2021: Encanto (Stimme)
- 2021: Blood Brothers
- 2022: Encanto Sing-Along (Stimme)